# Vebjørn Hoff
Vebjørn Alvestad Hoff (Ålesund, 13 febbraio 1996) è un calciatore norvegese, centrocampista del Lillestrøm.

## Carriera

### Club
Hoff ha giocato nelle giovanili dello Spjelkavik, per cui ha poi avuto modo di giocare in 4. divisjon, quinto livello del campionato norvegese. È stato successivamente ingaggiato dall'Aalesund, che lo ha aggregato alle proprie giovanili.
È stato promosso in prima squadra nel corso del campionato 2013, in cui non ha però disputato incontri ufficiali. Il 6 luglio 2014 ha avuto l'opportunità di esordire in Eliteserien, quando ha sostituito Peter Orry Larsen nella vittoria per 0-2 sul campo dello Stabæk.
Il 24 aprile 2016 ha trovato la prima rete nella massima divisione norvegese, nel 6-0 inflitto al Tromsø.
Al termine del campionato 2017, l'Aalesund è retrocesso in 1. divisjon.
Il 29 marzo 2018, Hoff è passato ufficialmente all'Odd, compagine a cui si è legato con un contratto quadriennale: ha scelto di vestire la maglia numero 6.
Il 15 marzo 2021, il Rosenborg ha comunicato l'ingaggio di Hoff, che ha firmato un contratto quadriennale con il nuovo club.
L'8 agosto 2022 ha fatto ritorno all'Odd, con la formula del prestito. Ha scelto la maglia numero 16.
Il 22 marzo 2023 si è trasferito al Lillestrøm: ha scelto la maglia numero 6.

### Nazionale
Hoff ha rappresentato la Norvegia a livello Under-17, Under-18, Under-19 e Under-21. Per quanto concerne quest'ultima selezione, il 3 novembre 2016 ha ricevuto la prima convocazione dal commissario tecnico Leif Gunnar Smerud in vista delle partite amichevoli da disputarsi contro Slovacchia e Repubblica Ceca, rispettivamente in data 12 e 15 novembre. I test, disputatisi a La Manga del Mar Menor, non sono stati validi ai fini del conteggio delle presenze in Nazionale.
Hoff ha debuttato quindi il 24 marzo 2017, in un'amichevole contro il Portogallo, in cui è stato è subentrato ad Iver Fossum: l'incontro è terminato con una sconfitta per 3-1. Il 12 giugno è stato impiegato nella sfida contro il Kosovo, valida per le qualificazioni al campionato europeo 2019, gara dove ha sostituito nuovamente Fossum.  Il risultato è stato poi rovesciato in una sconfitta a tavolino dall'UEFA, poiché Kristoffer Ajer è stato utilizzato in questa partita mentre doveva scontare una giornata di squalifica rimediata precedentemente in Under-19.

## Statistiche

### Presenze e reti nei club
Statistiche aggiornate al 22 marzo 2023.
| Stagione         | Club             | Campionato       | Campionato | Campionato | Coppe nazionali | Coppe nazionali | Coppe nazionali | Coppe continentali | Coppe continentali | Coppe continentali | Supercoppe | Supercoppe | Supercoppe | Totale | Totale |
| Stagione         | Club             | Comp             | Pres       | Reti       | Comp            | Pres            | Reti            | Comp               | Pres               | Reti               | Comp       | Pres       | Reti       | Pres   | Reti   |
| ---------------- | ---------------- | ---------------- | ---------- | ---------- | --------------- | --------------- | --------------- | ------------------ | ------------------ | ------------------ | ---------- | ---------- | ---------- | ------ | ------ |
| 2011             | Spjelkavik       | 4D               | ?          | ?          | CN              | ?               | ?               | -                  | -                  | -                  | -          | -          | -          | ?      | ?      |
| 2013             | Aalesund         | ES               | 0          | 0          | CN              | 0               | 0               | -                  | -                  | -                  | -          | -          | -          | 0      | 0      |
| 2014             | Aalesund         | ES               | 2          | 0          | CN              | 0               | 0               | -                  | -                  | -                  | -          | -          | -          | 2      | 0      |
| 2015             | Aalesund         | ES               | 25         | 0          | CN              | 1               | 0               | -                  | -                  | -                  | -          | -          | -          | 26     | 0      |
| 2016             | Aalesund         | ES               | 27         | 1          | CN              | 2               | 0               | -                  | -                  | -                  | -          | -          | -          | 29     | 1      |
| 2017             | Aalesund         | ES               | 28         | 2          | CN              | 4               | 0               | -                  | -                  | -                  | -          | -          | -          | 32     | 2      |
| Totale Aalesund  | Totale Aalesund  | Totale Aalesund  | 82         | 3          |                 | 7               | 0               |                    | -                  | -                  |            | -          | -          | 89     | 3      |
| 2018             | Odd              | ES               | 27         | 0          | CN              | 3               | 0               | -                  | -                  | -                  | -          | -          | -          | 30     | 0      |
| 2019             | Odd              | ES               | 29         | 2          | CN              | 5               | 2               | -                  | -                  | -                  | -          | -          | -          | 34     | 4      |
| 2020             | Odd              | ES               | 27         | 2          | -               | -               | -               | -                  | -                  | -                  | -          | -          | -          | 27     | 2      |
| 2021             | Rosenborg        | ES               | 16         | 0          | CN              | 2               | 0               | UECL               | 5                  | 0                  | -          | -          | -          | 23     | 0      |
| gen.-ago. 2022   | Rosenborg        | ES               | 10         | 0          | CN              | 3               | 1               | -                  | -                  | -                  | -          | -          | -          | 13     | 1      |
| ago.-dic. 2022   | Odd              | ES               | 11         | 3          | CN              | 1               | 0               | -                  | -                  | -                  | -          | -          | -          | 12     | 3      |
| Totale Odd       | Totale Odd       | Totale Odd       | 94         | 7          |                 | 9               | 2               |                    | -                  | -                  |            | -          | -          | 103    | 9      |
| gen.-mar. 2023   | Rosenborg        | ES               | 0          | 0          | CN              | 1               | 0               | UECL               | 0                  | 0                  | -          | -          | -          | 1      | 0      |
| Totale Rosenborg | Totale Rosenborg | Totale Rosenborg | 26         | 0          |                 | 6               | 1               |                    | 5                  | 0                  |            | -          | -          | 37     | 1      |
| mar.-dic. 2023   | Lillestrøm       | ES               | 0          | 0          | CN              | 0               | 0               | -                  | -                  | -                  | -          | -          | -          | 0      | 0      |
| Totale           | Totale           | Totale           | 202+       | 10+        |                 | 22+             | 3+              |                    | 5                  | 0                  |            | -          | -          | 229+   | 13+    |